# Драгиње
Драгиње је насеље у Србији у општини Коцељева у Мачванском округу. Према попису из 2022. било је 1031 становника.
До 1900. године је насеље носило име Велики Бошњак, а данашње име је добило по краљици Драги Обреновић.

## Демографија
У насељу Драгиње живи 1346 пунолетних становника, а просечна старост становништва износи 38,9 година (37,6 код мушкараца и 40,3 код жена). У насељу има 450 домаћинстава, а просечан број чланова по домаћинству је 3,78.
Ово насеље је углавном насељено Србима (према попису из 2002. године), а у последња три пописа, примећен је пад у броју становника.
|  |

| Демографија | Демографија | Демографија |
| Година      | Становника  | Становника  |
| ----------- | ----------- | ----------- |
| 1948.       | 1.915       |             |
| 1953.       | 2.061       |             |
| 1961.       | 2.110       |             |
| 1971.       | 2.006       |             |
| 1981.       | 1.888       |             |
| 1991.       | 1.819       | 1.746       |
| 2002.       | 1.701       | 1.796       |

| Етнички састав према попису из 2002.‍ | Етнички састав према попису из 2002.‍ | Етнички састав према попису из 2002.‍ | Етнички састав према попису из 2002.‍ | Етнички састав према попису из 2002.‍ |
| ------------------------------------ | ------------------------------------ | ------------------------------------ | ------------------------------------ | ------------------------------------ |
|                                      |                                      |                                      |                                      |                                      |
| Срби                                 | Срби                                 |                                      | 1.306                                | 76,77%                               |
| Роми                                 | Роми                                 |                                      | 319                                  | 18,75%                               |
| Југословени                          | Југословени                          |                                      | 2                                    | 0,11%                                |
| Хрвати                               | Хрвати                               |                                      | 1                                    | 0,05%                                |
| Украјинци                            | Украјинци                            |                                      | 1                                    | 0,05%                                |
| Румуни                               | Румуни                               |                                      | 1                                    | 0,05%                                |
| непознато                            | непознато                            |                                      | 69                                   | 4,05%                                |

| Година пописа     | 1948. | 1953. | 1961. | 1971. | 1981. | 1991. | 2002. |
| ----------------- | ----- | ----- | ----- | ----- | ----- | ----- | ----- |
| Број домаћинстава | 312   | 346   | 411   | 442   | 477   | 452   | 450   |

| Број чланова      | 1  | 2  | 3  | 4  | 5  | 6  | 7  | 8 | 9 | 10 и више | Просек |
| ----------------- | -- | -- | -- | -- | -- | -- | -- | - | - | --------- | ------ |
| Број домаћинстава | 68 | 87 | 68 | 73 | 55 | 58 | 20 | 9 | 1 | 11        | 3,78   |

| Пол    | Укупно | Неожењен/Неудата | Ожењен/Удата | Удовац/Удовица | Разведен/Разведена | Непознато |
| ------ | ------ | ---------------- | ------------ | -------------- | ------------------ | --------- |
| Мушки  | 703    | 201              | 455          | 25             | 22                 | 0         |
| Женски | 703    | 109              | 458          | 122            | 11                 | 3         |
| УКУПНО | 1.406  | 310              | 913          | 147            | 33                 | 3         |

| Пол    | Укупно                    | Пољопривреда, лов и шумарство | Рибарство                            | Вађење руде и камена | Прерађивачка индустрија       |
| ------ | ------------------------- | ----------------------------- | ------------------------------------ | -------------------- | ----------------------------- |
| Мушки  | 471                       | 348                           | 0                                    | 0                    | 32                            |
| Женски | 297                       | 241                           | 0                                    | 0                    | 16                            |
| УКУПНО | 768                       | 589                           | 0                                    | 0                    | 48                            |
| Пол    | Производња и снабдевање   | Грађевинарство                | Трговина                             | Хотели и ресторани   | Саобраћај, складиштење и везе |
| Мушки  | 0                         | 3                             | 64                                   | 2                    | 5                             |
| Женски | 0                         | 0                             | 21                                   | 2                    | 0                             |
| УКУПНО | 0                         | 3                             | 85                                   | 4                    | 5                             |
| Пол    | Финансијско посредовање   | Некретнине                    | Државна управа и одбрана             | Образовање           | Здравствени и социјални рад   |
| Мушки  | 1                         | 0                             | 6                                    | 3                    | 4                             |
| Женски | 1                         | 1                             | 1                                    | 8                    | 4                             |
| УКУПНО | 2                         | 1                             | 7                                    | 11                   | 8                             |
| Пол    | Остале услужне активности | Приватна домаћинства          | Екстериторијалне организације и тела | Непознато            | Непознато                     |
| Мушки  | 1                         | 0                             | 0                                    | 2                    | 2                             |
| Женски | 2                         | 0                             | 0                                    | 0                    | 0                             |
| УКУПНО | 3                         | 0                             | 0                                    | 2                    | 2                             |

## Галерија
- Дом здравља
- Споменик Степи Степановићу
- Споменик Степи Степановићу
- Центар села
- Центар села и регионални пута Шабац-Ваљево
- Центар села
- Основна школа
- Споменик палим борцима 1941-1945.